# 노바버스
노바버스(영어: Nova Bus)는 캐나다의 자동차 메이커이다.
이 회사는 볼보의 자회사로 1993년에 설립되었다. 주로 버스를 제작하는 업체로 현재까지 저상버스와 굴절버스를 생산하고 있다. 모기업으로 고속버스와 시외버스를 제작하는 프레보스트 자동차가 있다.

## 사진

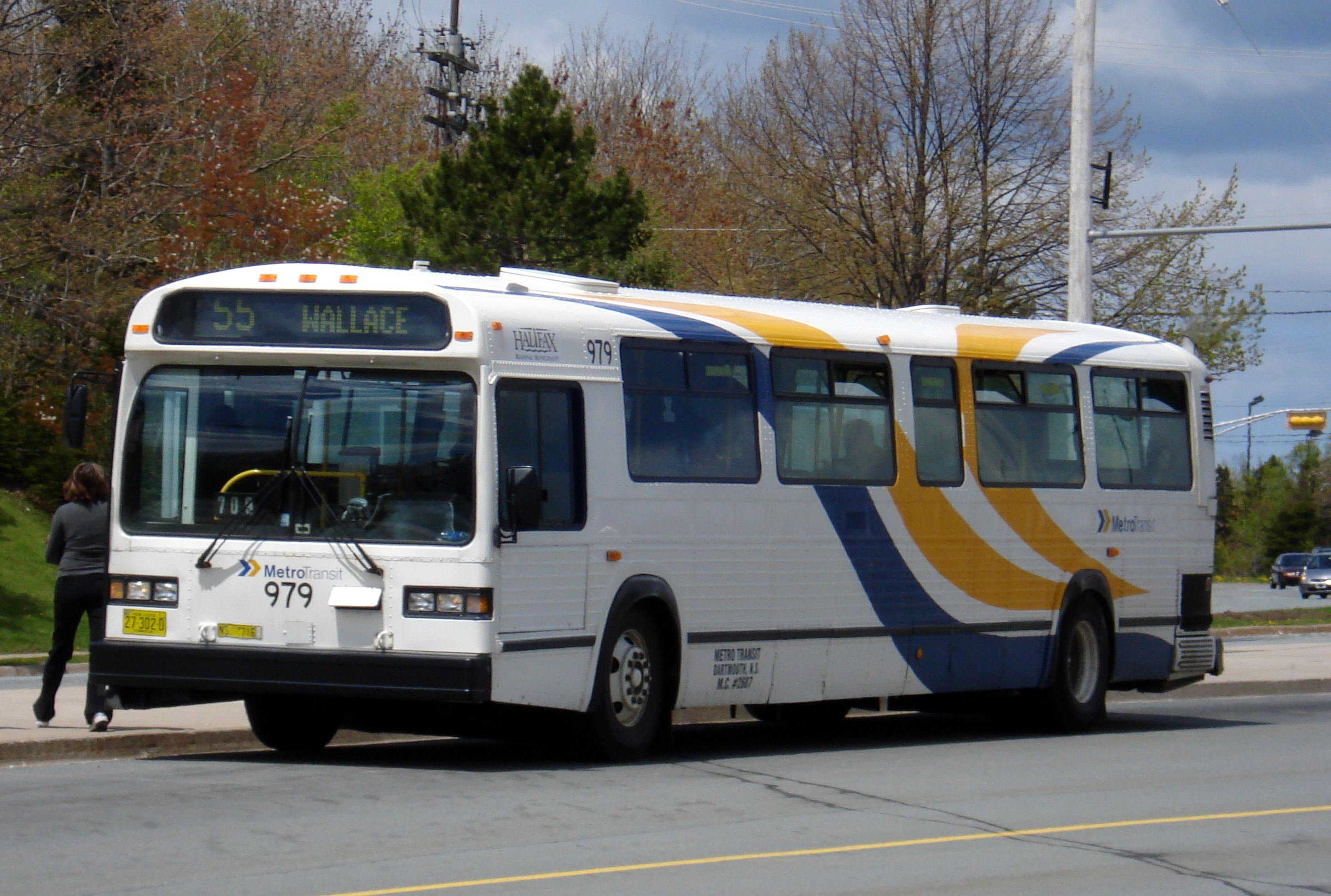
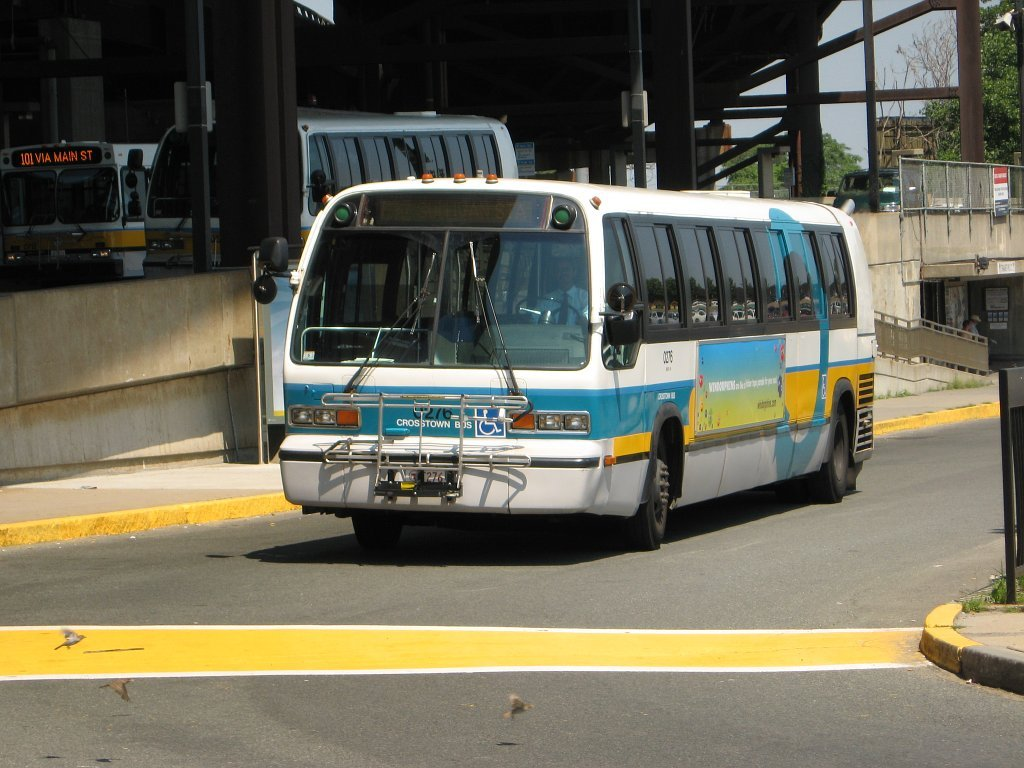
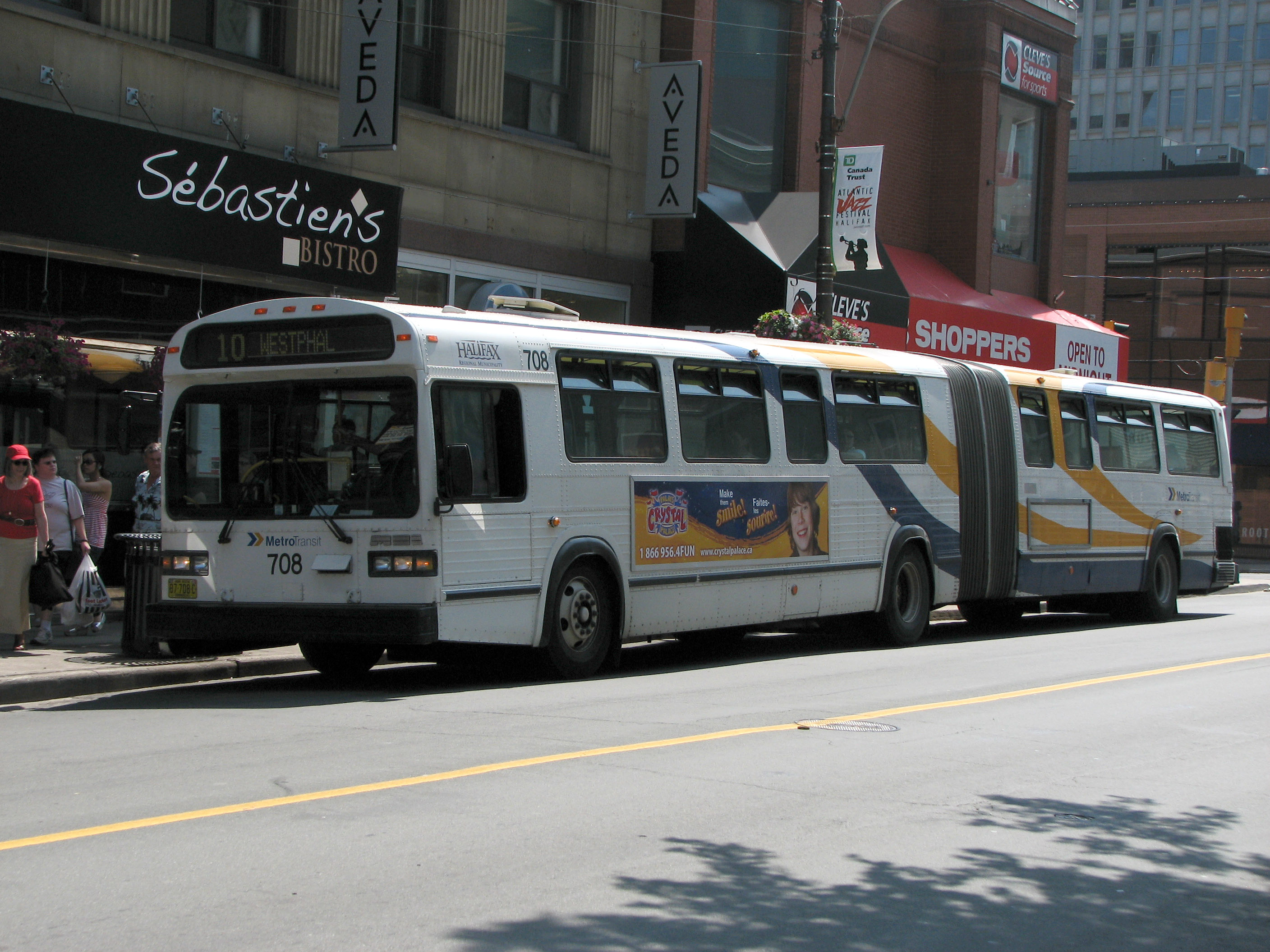
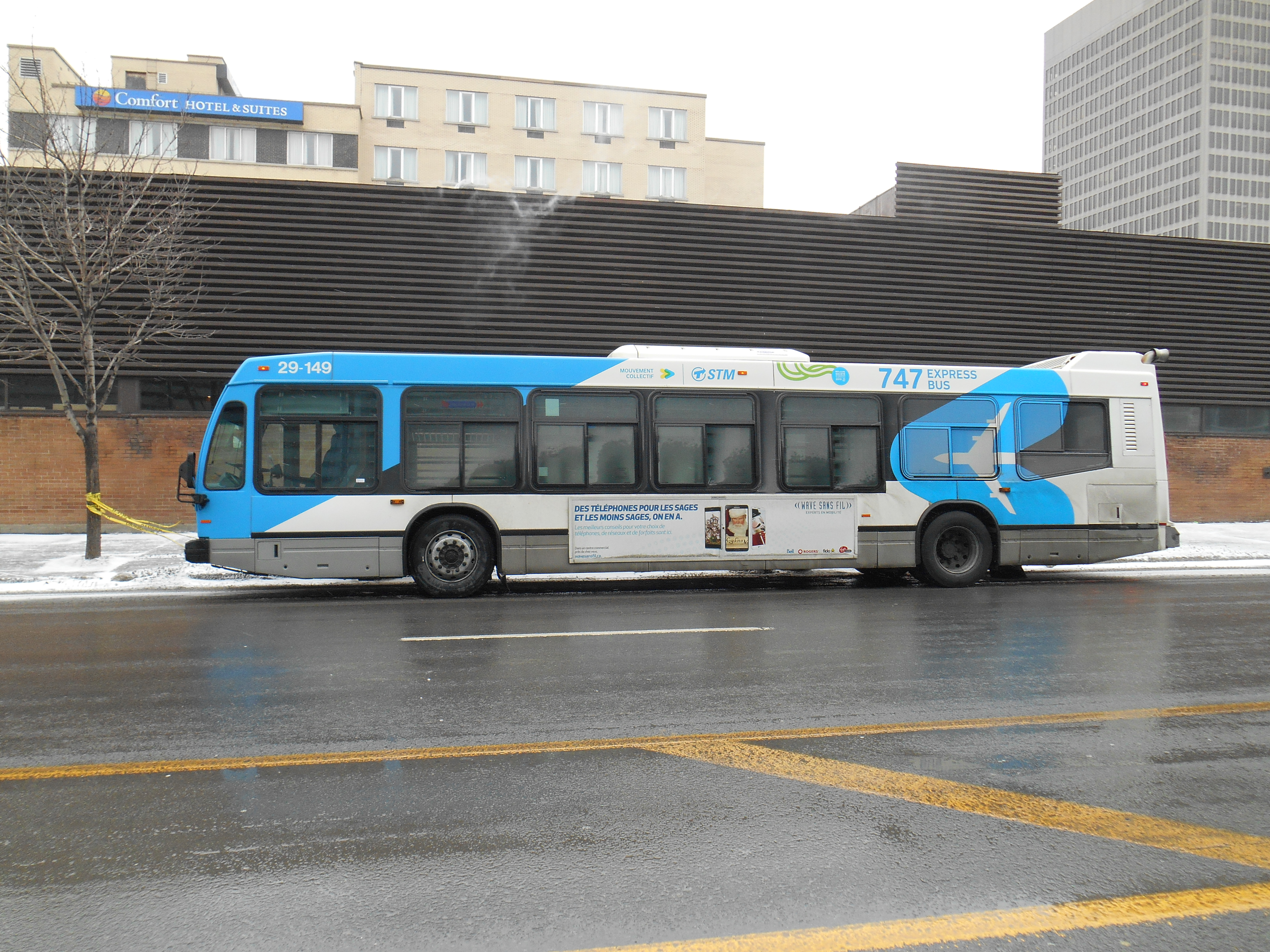
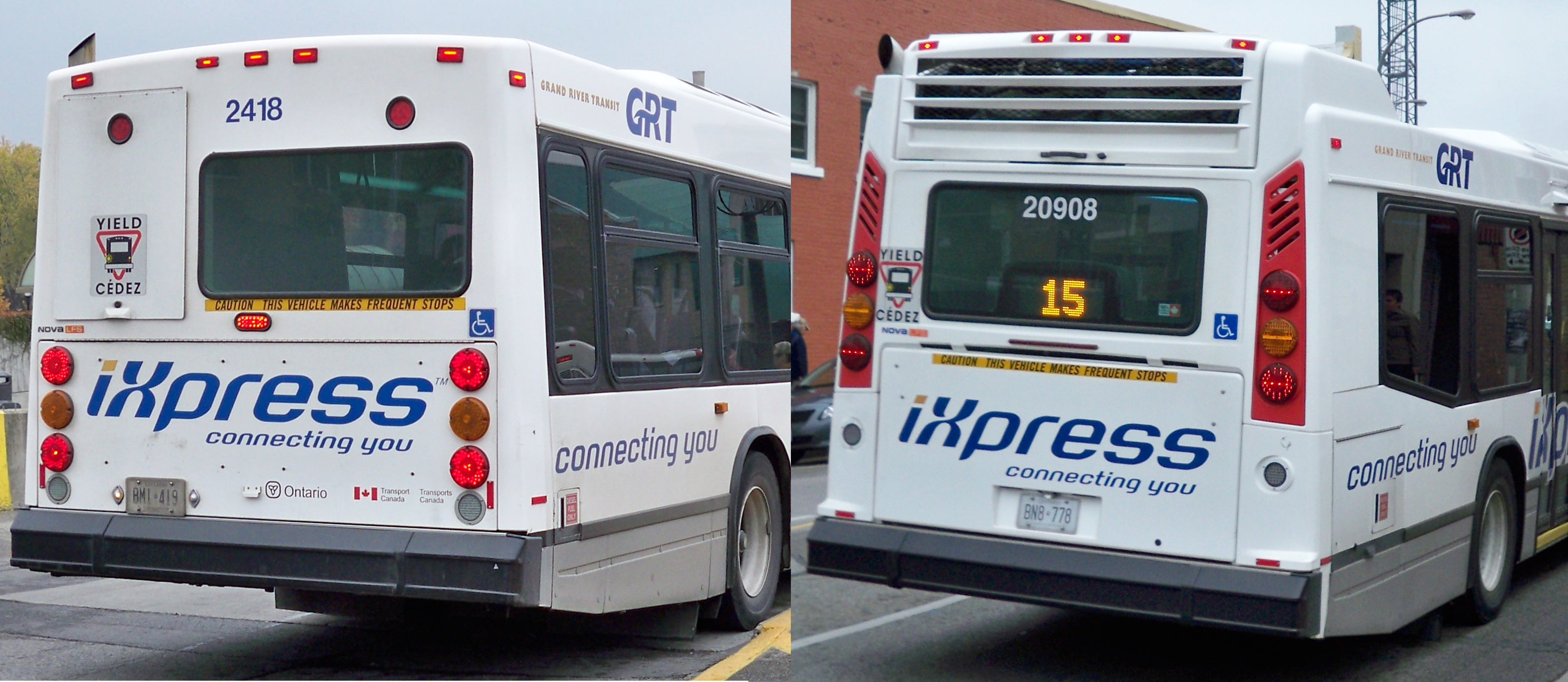

## 생산 차종

### 현재 생산차종
- LF 시리즈

### 과거 생산차종
- 리피트 트랜짓 시리즈
- TC40102A/TC40102N
- TC60102N